# Rapperswil (Berne)
Pour les articles homonymes, voir Rapperswil.
Rapperswil est une commune suisse du canton de Berne, située dans l'arrondissement administratif du Seeland.

## Histoire

Photo aérienne (1950)

La commune de Rapperswil a annexé la commune voisine de Ruppoldsried le 1er janvier 2013, puis celle de Bangerten le 1er janvier 2016.